# Aïdarous al-Zoubaïdi
Aïdarous al-Zoubaïdi (arabe : عيدروس الزبيدي), né en 1967 dans le gouvernorat d'Ad Dali', est un militaire, général et homme d'État yéménite d'idéologie séparatiste sud-yéménite.
Il est, de décembre 2015 à avril 2017, gouverneur d'Aden. À partir de mai 2017, il prend la tête d'un gouvernement sécessionniste sud-yéménite. En décembre 2020, il rejoint avec le Conseil de transition du Sud le gouvernement reconnu par l'ONU.

## Biographie
Il naît en 1967 dans le gouvernorat d'Ad Dali'.
Il est gouverneur d'Aden de décembre 2015 à avril 2017.
Il est aussi l'ancien commandant de la Résistance populaire dans le gouvernorat d'Ad Dali'.
Le 5 janvier 2016, il échappe à un attentat lors du combat d'Aden. Le 16 février 2016, il échappe à une tentative d'assassinat. Imputé à AQPA, l'attentat fait trois morts. Le 15 juillet 2016, il échappe de nouveau à un attentat d'AQPA.
Le 16 septembre 2016, il propose la création d'un conseil politique des provinces du sud, qui serait allié à la coalition commandée par l'Arabie saoudite et par le gouvernement yéménite. Le 11 mai 2017, il proclame une autorité parallèle pour diriger le Yémen du Sud, le Conseil de transition du Sud,. Le 5 juillet 2017, le Conseil se réunit pour la première fois à Aden.
Le 27 avril 2017, il est limogé et nommé ambassadeur au ministère des Affaires étrangères.
En octobre 2017, la création d'un parlement sudiste de 303 membres est annoncée. Le 23 décembre 2017 a lieu la séance inaugurale de l'Assemblée nationale sudiste, au cours de laquelle Ahmed Saïd ben Brik est élu président et Anis Yossouf Ali Louqman vice-président de cette chambre parlementaire.
Le 21 janvier 2018, le Conseil de transition du Sud adresse un ultimatum de sept jours au président Abdrabbo Mansour Hadi pour limoger le gouvernement d'Ahmed ben Dagher et le remplacer par un gouvernement de technocrates, sans quoi il nommerait son propre gouvernement. Le 28 janvier 2018, peu après l'expiration de l'ultimatum, les séparatistes prennent le contrôle du siège du gouvernement.
En août 2019, le Cordon de sécurité, l'une des milices du Conseil de transition du Sud, formée par les Émirats arabes unis, attaque Aden, la capitale de fait du gouvernement yéménite (puisque les rebelles Houtis contrôlent la capitale officielle du Yémen Sanaa). Après deux jours de combats contre les troupes gouvernementales fidèles au président Hadi, alliées à l'Arabie saoudite, le Cordon de sécurité prend le contrôle de trois casernes militaires et du palais présidentiel le 10 août. La prise est surtout symbolique, car le président Hadi n'y réside pas. Les combats ont fait au moins 40 morts et 260 blessés, dont de nombreux civils. Le lendemain, l'Arabie saoudite mène un frappe aérienne pour contraindre les séparatistes à se retirer d'une position conquise la veille. Elle menace de mener de nouvelles frappes aériennes si les combattants séparatistes ne se retirent pas, mais proposent aussi de servir de médiateur entre le Conseil de transition du Sud et le gouvernement yéménite pour mener des négociations. Le Conseil de transition du Sud accepte d'engager un cessez-le-feu, et assure dans un communiqué être prêt à accepter les négociations proposées par l'Arabie saoudite.
Le 20 août, dans la province d'Abyane, à l'est d'Aden, les séparatistes encerclent le QG des forces spéciales à Zinjibar et une caserne à al-Kaud en exigeant la reddition de soldats pro-Hadi,.
Le 26 avril 2020, le Conseil de transition du Sud proclame l'autonomie des provinces du sud du pays. 
Le 27 avril, la coalition rejette cette proclamation.
Le 7 avril 2022, il est nommé vice-président du Conseil de direction présidentiel par le président sortant Abdrabbo Mansour Hadi peu avant son départ du pouvoir.